# Lục vệ Nông dân
Lục vệ Nông dân (tiếng Nga: Зеленоармейцы, đã Latinh hoá: Zelenoarmeytsy), còn được gọi là Quân xanh (Зелёная армия, Zelonaya armiya) hoặc Greens (Зелёные, Zelonyye), là một phong trào nông dân có vũ trang chiến đấu chống lại tất cả các phe phái trong Nội chiến Nga từ năm 1918 đến năm 1922. Quân Xanh là các lực lượng dân quân địa phương bán tổ chức, chống lại Bolshevik, Bạch Vệ, phe Hiệp ước, Makhnovshchyna và Cộng hòa Nhân dân Ukraina chiến đấu để bảo vệ nông dân khỏi chính sách cộng sản thời chiến và trưng thu lương thực. Quân Xanh đa phần trung lập về mặt chính trị và ý thức hệ, nhưng đôi khi có liên kết với Đảng Xã hội chủ nghĩa – cách mạng. Quân Xanh ít nhất có sự hỗ trợ ngầm trên khắp phần lớn nước Nga. Tuy nhiên, lực lượng của họ, giai cấp nông dân, phần lớn không muốn tiếp tục khởi nghĩa với chiến thắng đang nghiêng về Bolshevik, đã giải thể vào năm 1922.

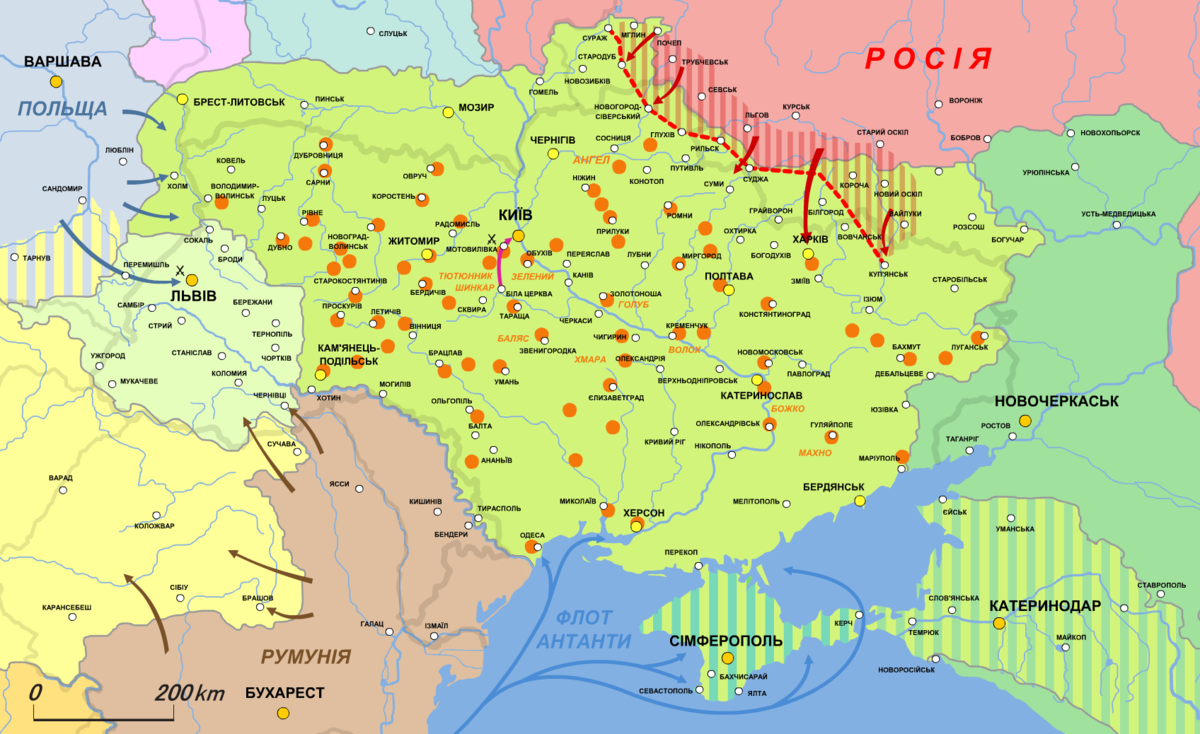
Bản đồ Ukraina năm 1918 dưới thời Quốc gia Ukraina của Pavlo Skoropadsky. Các chấm tròn màu cam biểu thị các cuộc khởi nghĩa của lục vệ nông dân.

## Các quân phiệt
Trong suốt Nội chiến Nga, các thủ lĩnh lục vệ nông dân đã cát cứ vô số vùng thuộc lãnh thổ Ukraina ngày nay. Các quân phiệt thường không có đường lối chính trị rõ ràng, tuy cùng mục tiêu là chống cộng sản thời chiến, một số quân phiệt đã nhiều lần đổi phe hoặc liên minh với các phe khác tùy vào thời cuộc. Các quân phiệt nổi bật:
- Danylo Terpylo: cát cứ ở Tripillia, một làng thuộc Kyiv. Là thủ lĩnh Quân xanh từ năm 1918 đến 1919, lục vệ dưới thời ông từng liên minh với Hội đồng Đốc chính Nhà nước của Symon Petliura trong cuộc Khởi nghĩa chống Hetman (1918). Ông là người chỉ huy Quân Xanh tiến hành thảm sát hàng trăm người Bolshevik trong trận Tripllia năm 1919. Năm 1919, quân Xanh đụng độ Bạch Vệ trong một trận chiến tại Kaniv và bị tổn hại nặng nề, Terpylo bị thương nặng và qua đời trên đường rút về Tripillia.
- Nykyfor Hryhoriv: cát cứ tại Kherson, từng liên minh với Hồng quân Bolshevik từ năm 1918 đến 1919 nhưng đã nổi dậy khởi nghĩa chống lại chính sách trưng thu lương thực và sự đàn áp của Ủy ban Đặc biệt toàn Nga (Cheka). Ông bị ám sát bởi các lực lượng vô trị của Nestor Makhno, một đồng minh của những người Xô Viết.
- Alexander Antonov: là thành viên của Đảng Xã hội chủ nghĩa – cách mạng, cát cứ tại Tambov, cuộc khởi nghĩa Tambov là cuộc khởi nghĩa nông dân có quy mô lớn nhất, lâu nhất và có tổ chức nhất trong xuyên suốt Nội chiến Nga gây trở ngại cho quá trình bình định của Nga Xô Viết. Tuy vậy cuộc khởi nghĩa vẫn thất bại, ông bị ám sát bởi Ủy ban Đặc biệt toàn Nga (Cheka) vào năm 1922.